# Petras Zapolskas
Petras Zapolskas (ur. 30 stycznia 1965 w Malatach) – litewski dyplomata, ambasador w Szwecji (2000–2002), we Włoszech (2006-2009), na Malcie, w Libii i San Marino (2009-2014) i przy Stolicy Apostolskiej (od 2017). 

## Życiorys
W latach 1984–1991 studiował historię na Uniwersytecie Wileńskim, po czym rozpoczął pracę w Departamencie Wspólnoty Niepodległych Państw Ministerstwa Spraw Zagranicznych jako II i I sekretarz, następnie dyrektor tego Departamentu (1993–1995) oraz Departamentu Politycznego (1995–1996). Od 1996 zatrudniony w ambasadzie litewskiej w Rosji m.in. jako radca oraz radca minister. Po krótkim pobycie na placówce we Francji (1999–2000) stanął na czele Departamentu Kultury i Informacji MSZ (do 2002). W latach 2000–2002 sprawował funkcję ambasadora Litwy w Szwecji. Po powrocie do kraju był generalnym inspektorem w MSZ. Od 2009 był ambasadorem we Włoszech (2006-2009), na Malcie, w Libii i San Marino (2009-2014), Dyrektorem Departamentu Stanu i Protokołu Dyplomatycznego MSZ Litwy (2014-2017) i ambasadorem przy Stolicy Apostolskiej (od 2017). 
W 2023 został odznaczony Krzyżem Komandorskim Orderu Zasługi Rzeczypospolitej Polskiej.